# X-Men: The Last Stand (soundtrack)
X-Men: The Last Stand is de originele soundtrack, gecomponeerd door John Powell voor de film X-Men: The Last Stand uit 2006 van Brett Ratner. Het album werd uitgebracht op 23 mei 2006 door Varèse Sarabande. X-Men: The Last Stand was de derde film in de reeks en Powell was de derde componist die werd gebruikt, na Michael Kamen en John Ottman.
Ratner nodigde Powell uit om de muziek te schrijven omdat hij een fan was van Powells werk in The Bourne Identity. Powell nam verwijzingen op naar de filmmuziek van de vorige twee films, "het moest allemaal in dezelfde familie zitten en dezelfde taal spreken" en gebruikte teksten uit Benjamin Brittens Requiem Mass voor de koorpartijen.
Powell week af van de eerste twee doordat hij minder een reeks individuele aanwijzingen creëerde en meer een samenhangend geluid. De meeste van de 27 tracks zijn kort, met uitzondering van een paar uitgebreide gevechtssequenties.
De partituur werd uitgevoerd door het Hollywood Studio Symphony onder leiding van Pete Anthony. De muziek werd opgenomen in de Newman Scoring Stage van Twentieth Century Fox. De muziek werd opgenomen en gemixt door geluidstechnicus Shawn Murphy.

## Tracklijst
Alle muziek is geschreven door John Powell.
| 1.                 | 20 Years Ago                                 | 1:10 |
| 2.                 | Bathroom Titles                              | 1:09 |
| 3.                 | The Church of Magneto/Raven Is My Slave Name | 2:40 |
| 4.                 | Meet Leech, Then Off To the Lake             | 2:37 |
| 5.                 | Whirlpool of Love                            | 2:04 |
| 6.                 | Examining Jean                               | 1:12 |
| 7.                 | Dark Phoenix                                 | 1:28 |
| 8.                 | Angel's Cure                                 | 2:34 |
| 9.                 | Jean and Logan                               | 1:39 |
| 10.                | Dark Phoenix Awakes                          | 1:45 |
| 11.                | Rejection Is Never Easy                      | 1:09 |
| 12.                | Magneto Plots                                | 2:05 |
| 13.                | Entering the House                           | 1:18 |
| 14.                | Dark Phoenix's Tragedy                       | 3:18 |
| 15.                | Farewell to X                                | 0:30 |
| 16.                | The Funeral                                  | 2:52 |
| 17.                | Skating On the Pond                          | 1:12 |
| 18.                | Cure Wars                                    | 2:57 |
| 19.                | Fight in the Woods                           | 3:06 |
| 20.                | St Lupus Day                                 | 3:03 |
| 21.                | Building Bridges                             | 1:16 |
| 22.                | Shock and No Oars                            | 1:15 |
| 23.                | Attack on Alcatraz                           | 4:36 |
| 24.                | Massacre                                     | 0:31 |
| 25.                | The Battle of the Cure                       | 4:20 |
| 26.                | Phoenix Rises                                | 4:21 |
| 27.                | The Last Stand                               | 5:29 |
| Totale duur: 61:27 |                                              |      |

Op de cd-versie van het album staat op de achterkant en in het boekje ten onrechte vermeld dat het nummer "Phoenix Rises" 6:29 duurt, terwijl het in werkelijkheid slechts 4:21 duurt.